# Тугар
Тугар (словац. Tuhár) — село, громада округу Лученець, Банськобистрицький край, центральна Словаччина, регіон Новоград. Кадастрова площа громади — 19,24 км².
Населення 355 осіб (станом на 31 грудня 2017 року).

## Історія
Тугар згадується в 1573 році.

## Населення
| Рік:            | 1994. | 2004.    | 2014.    | 2024.    |
| --------------- | ----- | -------- | -------- | -------- |
| Кількість осіб: | 471   | 414      | 370      | 326      |
| Різниця:        |       | -12,10 % | -10,62 % | -11,89 % |

| Рік:            | 2023. | 2024.   |
| --------------- | ----- | ------- |
| Кількість осіб: | 333   | 326     |
| Різниця:        |       | -2,10 % |